# EU-Lateinamerika-Karibik-Stiftung
Die EU-Lateinamerika-Karibik-Stiftung (EU-LAK-Stiftung) ist eine 2010 von den Staats- und Regierungschefs der Europäischen Union (EU), Lateinamerikas und der Karibik (LAK) errichtete internationale Organisation mit dem Ziel, die strategische Partnerschaft zwischen beiden Regionen zu stärken, ihre Präsenz in der Öffentlichkeit zu erhöhen und die Beteiligung der jeweiligen Zivilgesellschaften zu fördern.
Die internationale Organisation wurde 2011 in Hamburg gegründet, wo sie ihren Hauptsitz hat, und ist ein Instrument für die biregionalen, lateinamerikanisch-europäischen Beziehungen. Ihre Aktivitäten zielen darauf ab, den zwischenstaatlichen Dialog zu fördern, insbesondere in den sieben strategischen Themenbereichen: Hochschulbildung und Wissensgenerierung; Wissenschaft, Technologie und Innovation; nachhaltige, widerstandsfähige und integrative Wirtschaft; Klimawandel; Kultur; Multilateralismus und biregionale Partnerschaft sowie Gender. Andere Themen wie Jugend und die Umsetzung der Ziele für nachhaltige Entwicklung (SDGs) sind jedoch Querschnittsthemen für alle ihre Aktionslinien. Die Stiftung setzt sich aus 61 Mitgliedern zusammen: 33 Mitgliedstaaten aus Lateinamerika und der Karibik, 27 Mitgliedstaaten der Europäischen Union und die Europäische Union selbst.

## Geschichte
Während des fünften EU-LAK-Gipfeltreffens in Lima, am 16. Mai 2008 nahmen die Staats- und Regierungschefs Lateinamerikas und der Karibik (LAK) und der Europäischen Union (EU) die Initiative zur Errichtung einer biregionalen Organisation an.
Auf dem sechsten Gipfeltreffen EU-Lateinamerika/Karibik, das am 18. Mai 2010 in Madrid stattfand, beschlossen die Staats- und Regierungschefs der EU und Lateinamerikas und der Karibik, der Präsident des Europäischen Rates und der Präsident der Europäischen Kommission die Gründung der EU-LAK-Stiftung. Die Stiftung wurde als Instrument zur Stärkung der biregionalen Partnerschaft und als Mittel zur Anregung der Debatte über gemeinsame Strategien und Maßnahmen gegründet.
Am 7. November 2011 nahm die EU-LAK-Stiftung offiziell ihre Tätigkeit, mit dem Status einer Übergangsstiftung nach deutschem Zivilrecht, auf.
Das Übereinkommen zur Errichtung bzw. Umwandlung der EU-LAK-Stiftung als internationale Organisation nach dem Völkerrecht lag seit der EU-CELAC-Außenministertagung am 25. Oktober 2016 in Santo Domingo allen lateinamerikanischen und karibischen Staaten, den EU-Mitgliedstaaten und der EU zur Unterzeichnung vor und trat schließlich am 17. Mai 2019 in Kraft.

## Mitglieder
Die EU-LAK-Stiftung besteht aus 61 Mitgliedern: 33 Mitgliedstaaten aus Lateinamerika und der Karibik, die 27 Mitgliedstaaten der Europäischen Union sowie die Europäische Union selbst durch ihre Institutionen.
Seit 2010 stellt die Gemeinschaft der Lateinamerikanischen und Karibischen Staaten (CELAC) das Gegenstück zur EU im Prozess der biregionalen Partnerschaft dar. Die CELAC besteht aus 33 lateinamerikanischen und karibischen Ländern.

### Mitglieder Lateinamerikas und der Karibik
- Antigua und Barbuda
- Argentinien
- Die Bahamas
- Barbados
- Belize
- Bolivien
- Brasilien
- Chile
- Costa Rica
- Dominica
- Dominikanische Republik
- Ecuador
- El Salvador
- Grenada
- Guatemala
- Guyana
- Haiti
- Honduras
- Jamaika
- Kolumbien
- Kuba
- Mexiko
- Nicaragua
- Panama
- Paraguay
- Peru
- St. Kitts und Nevis
- St. Lucia
- St. Vincent und die Grenadinen
- Suriname
- Trinidad und Tobago
- Uruguay
- Venezuela

### Mitglieder der Europäischen Union
- die Europäische Union
- Belgien
- Bulgarien
- Deutschland
- Dänemark
- Estland
- Finnland
- Frankreich
- Griechenland
- Irland
- Italien
- Kroatien
- Lettland
- Litauen
- Luxemburg
- Malta
- Niederlande
- Österreich
- Polen
- Portugal
- Rumänien
- Slowakei
- Slowenien
- Spanien
- Schweden
- Tschechien
- Ungarn
- Zypern

## Ziele und Tätigkeiten
Die EU-LAK-Stiftung zielt auf Folgendes ab:
1. Beitrag zur Stärkung des biregionalen Partnerschaftsprozesses zwischen LAK und der EU unter anderem durch Einbeziehung und Mitwirkung zivilgesellschaftlicher Akteure.
2. Förderung der gegenseitigen Kenntnis und des gegenseitigen Verständnisses der beiden Regionen.
3. Verbesserung der gegenseitigen Wahrnehmung der beiden Regionen und der Sichtbarkeit der biregionalen Partnerschaft.[1]

## Struktur
Die Struktur der EU-LAK-Stiftung umfasst einen Stiftungsrat, einen Präsidenten oder eine Präsidentin und einen Geschäftsführenden Direktor oder eine Geschäftsführende Direktorin.

### Stiftungsrat
Der Stiftungsrat der EU-LAK-Stiftung nimmt die allgemeinen Leitlinien für die Arbeit der Stiftung an und legt die operativen Prioritäten der Geschäftsordnung fest.
Der Stiftungsrat setzt sich aus 61 Mitgliedern zusammen, die die Mitglieder der EU-LAK-Stiftung repräsentieren. Der Stiftungsrat hält jährlich mindestens zwei ordentliche Sitzungen ab und wird von der CELAC- und EU-Präsidentschaft gemeinsam geleitet.

### Präsident
Alle vier Jahre wählt der Stiftungsrat einen Präsidenten ad honorem mit mehrheitlich repräsentativer Funktion. Die Präsidentschaft wird abwechselnd von einem Bürger eines Mitgliedstaates der Europäischen Union und einem Bürger eines lateinamerikanischen und karibischen Staates wahrgenommen. Wenn der gewählte Präsident aus einem EU-Mitgliedstaat kommt, muss der Geschäftsführende Direktor die Staatsangehörigkeit eines lateinamerikanischen oder karibischen Staates haben und umgekehrt.
- 2011–2015: Benita Ferrero-Waldner, (Österreich), ehemalige Außenministerin Österreichs und ehemalige EU-Kommissarin für Auswärtige Angelegenheiten und Nachbarschaftspolitik
- 2016–2020: Leonel Fernández, (Dominikanische Republik), ehemaliger Präsident der Dominikanischen Republik[8] und Präsident der Stiftung für globale Demokratie und Entwicklung (FUNGLODE)
- 2020–2024: Leire Pajín, (Spanien), ehemalige Ministerin für Gesundheit, Sozialpolitik und Gleichheit[9] und Direktorin der internationalen Entwicklung von IS Global
- seit 2024: José García Belaúnde, (Peru), ehemaliger peruanischer Außenminister[10]

### Geschäftsführender Direktor
Der Geschäftsführende Direktor ist der gesetzliche Vertreter der EU-LAK-Stiftung. Der Stiftungsrat wählt den Geschäftsführenden Direktor alle vier Jahre auf Vorschlag der Regionalgruppe, der der Direktor in diesem Zeitraum angehört. Wenn der ausgewählte Geschäftsführende Direktor die Staatsangehörigkeit eines EU-Mitgliedstaates besitzt, ist der ausgewählte Präsident Staatsangehöriger eines lateinamerikanischen oder karibischen Staates und umgekehrt.
- 2011–2015: Jorge Valdez Carrillo, (Peru), früherer Botschafter des peruanischen Diplomatischen Dienstes
- 2016–2020: Paola Amadei, (Italien), Botschafterin der Europäischen Union in Lesotho
- 2020–2024: Adrián Bonilla, (Ecuador), ehemaliger Nationalsekretär für Hochschulbildung
- seit 2024: Alberto Brunori, (Italien), ehemaliger regionaler Repräsentant des Hohen Kommissars der Vereinten Nationen für Menschenrechte in Zentralamerika und der englischsprachigen Karibik[11]

## Finanzierung
Die EU-LAK-Stiftung wird von den freiwilligen Beiträgen ihrer Mitglieder finanziert.